# Kevin Barnes (cầu thủ bóng đá)
Kevin Barnes (sinh ngày 12 tháng 9 năm 1975) là một cựu cầu thủ bóng đá người Anh thi đấu ở vị trí tiền đạo. Ông thi đấu 4 trận tại Football League Second Division cho Blackpool.